# Gretschka

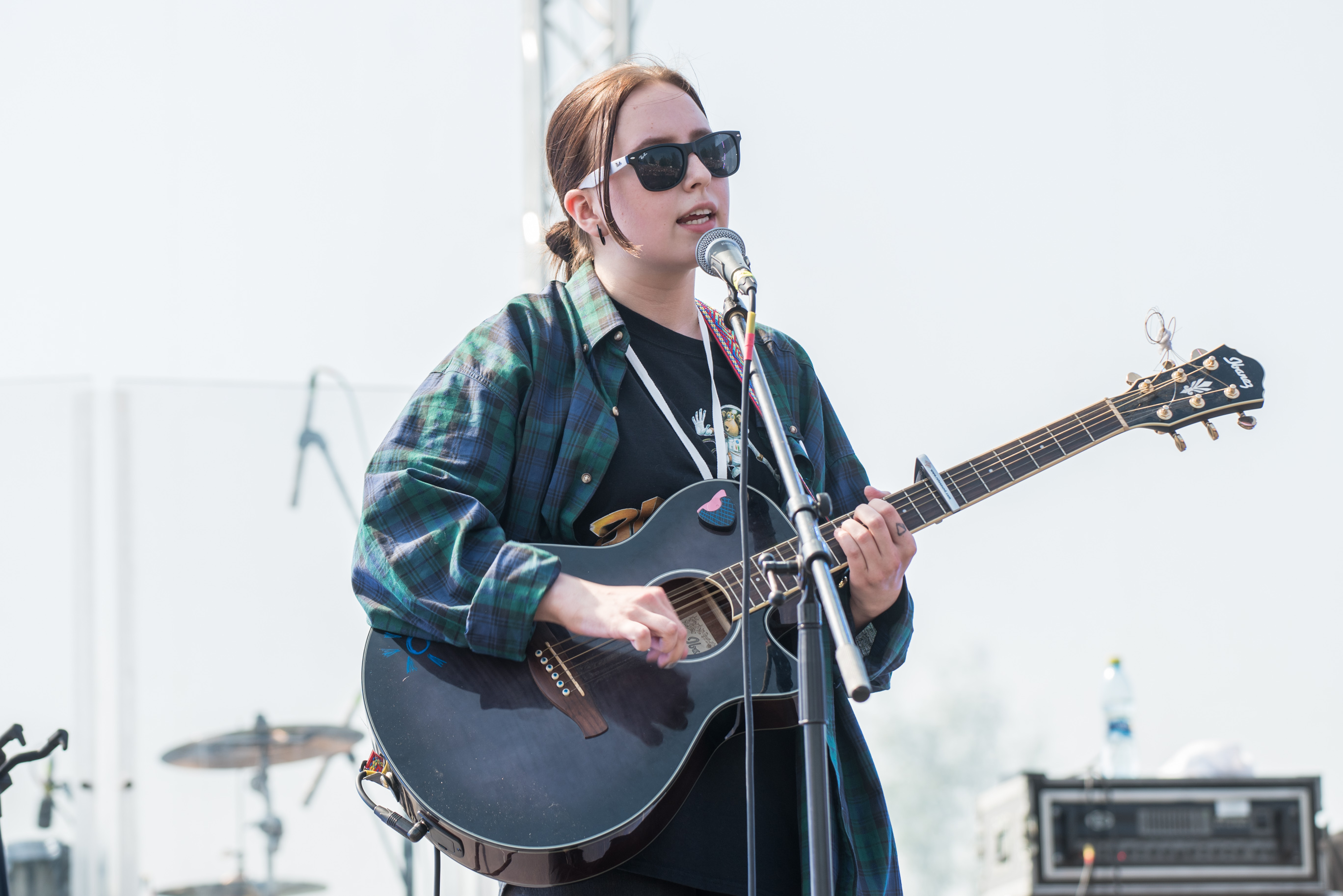
Gretschka in Sankt Petersburg (2018)

Gretschka (russisch Гречка, bürgerlich Anastassija Dmitrijewna Iwanowa, russisch Анастасия Дмитриевна Иванова, * 1. März 2000 in Kingissepp) ist eine russische Singer-Songwriterin.

## Biografie
Sie erhielt mit zwölf Jahren ihre erste Gitarre und einige Jahre später spielte sie in Kingissepp auf der Straße und in Einkaufszentren Musik. Sie nahm ihre ersten Lieder mit einem Diktiergerät auf und veröffentlichte sie in ihrer Vk.com-Gruppe. Ihr Künstlername „Gretschka“ bedeutet „Buchweizen.“ Sie sagte, der Name kam ihr in den Sinn, als sie Buchweizen mit Milch aß. Nach ihrem Schulabschluss studierte sie 2017 in Sankt Petersburg. Sie trat im Musikclub Inoteka auf, wo sie dem Produzenten und Gründer des Musiklabels IONOFF MUSIC, Alexander Ionow, auffiel. Nachdem er sich ihre Heimaufnahmen angehört hatte, schlug er vor, ein Studioalbum zu veröffentlichen und Gretschkas Liedern eine Bassgitarre und Schlagzeug hinzuzufügen.
Im Dezember 2017 erschien ihr Debütstudioalbum. Danach wurde sie zunehmend von Online-Magazinen, Fernsehsendern und YouTube-Persönlichkeiten zu Interviews eingeladen. Im März 2018 trat sie in Iwan Urgants Late-Night-Show Wetschernij Urgant im Perwy kanal auf. In diesem Jahr bezeichnete das russische Unterhaltungsmagazin Afischa Gretschka als „Entdeckung des Jahres.“ Sie gab Konzerte in Moskau und Sotschi und unternahm eine Solotournee durch andere russische Städte. Im Sommer 2018 wurde sie eingeladen, bei der Eröffnung von Kinotawr, der Fußball-Weltmeisterschaft und beim Festival Naschestwije aufzutreten.
Gretschkas Musik wird dem Rock zugerechnet. Ihre Liedtexte handeln von Themen wie Jugend und Drogensucht.

## Diskografie
Studioalben
- 2017: Swjosdy Tolko Notschju (IONOFF MUSIC)
- 2018: My Budto Personaschi (RDS Records)
- 2020: Is Dobrogo W Sloje (Atlantic Records Russia)
- 2021: Ne sa tschto (Atlantic Records Russia)

Singles & EPs
- 2018: Nedokassajemost (IONOFF MUSIC)
- 2019 PDR (Zhara Music)